# Negoești, Mehedinți
Negoești (în bulgară Негрешти, transliterat Negoeșt) este un sat ce aparține orașului Baia de Aramă din județul Mehedinți, Oltenia, România.

## Vezi și
- Biserica de lemn din Negoiești

## Imagini

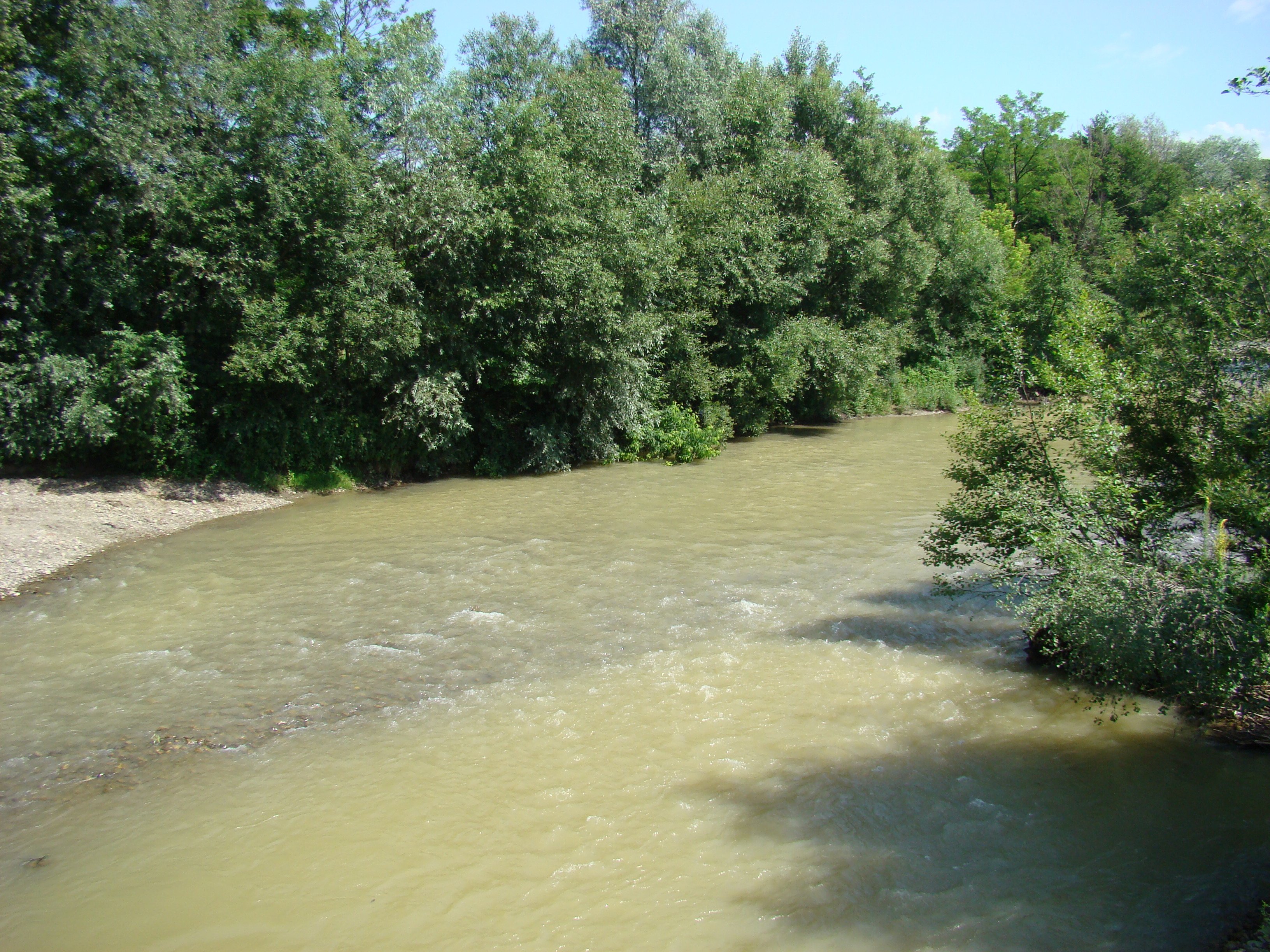
Motrul la Negoești
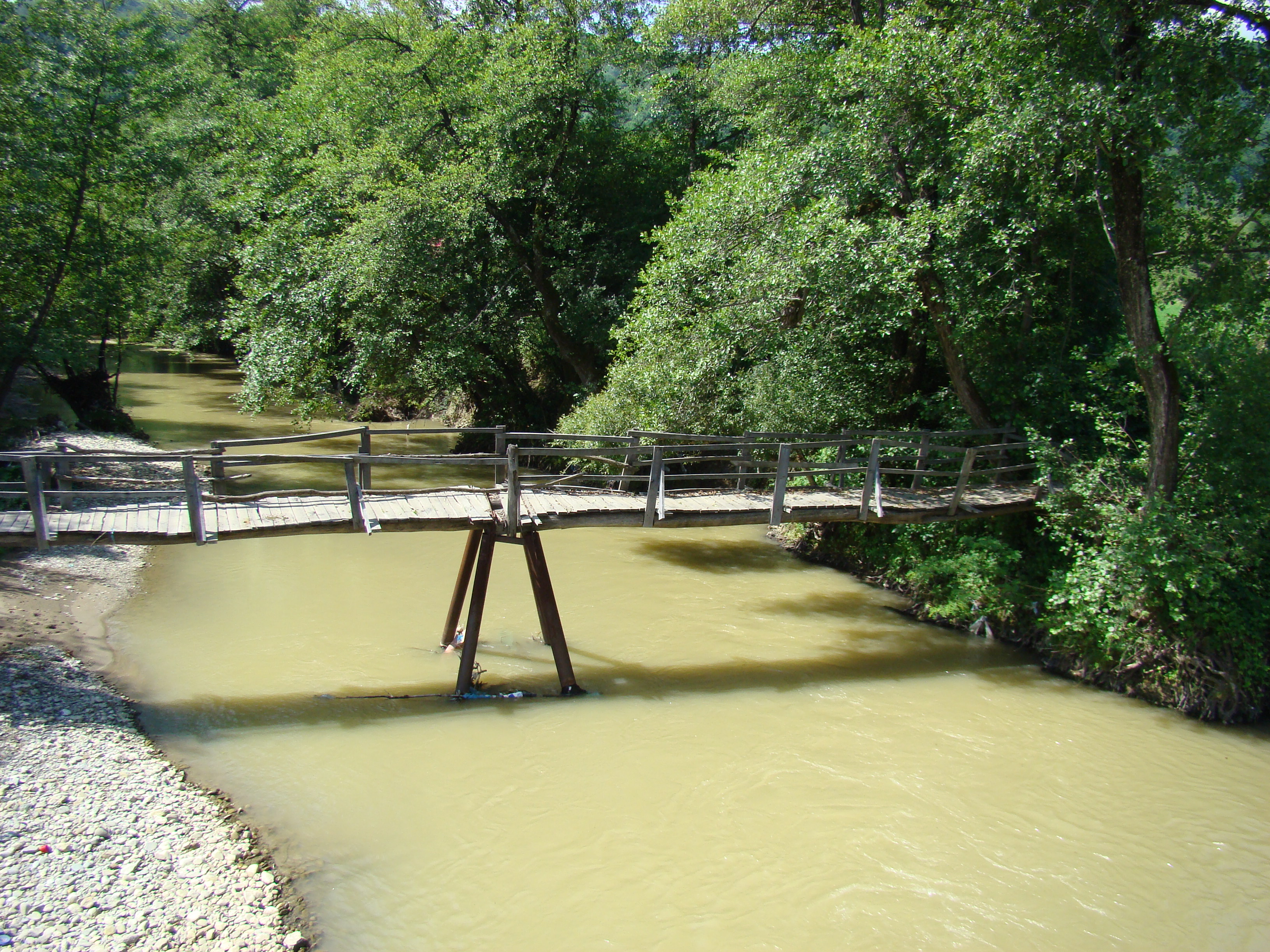
Motrul la Negoești
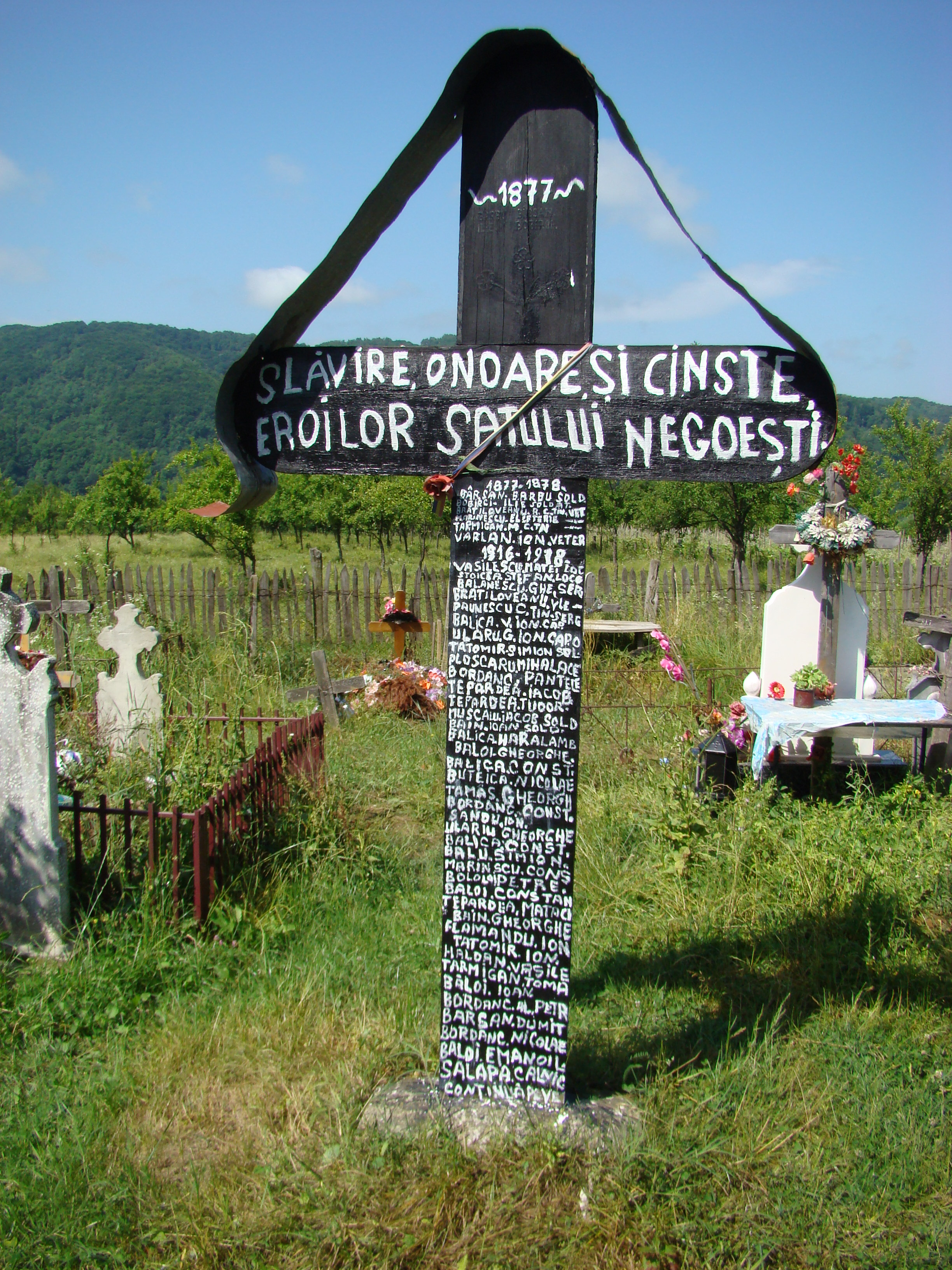
Troiță comemorativă
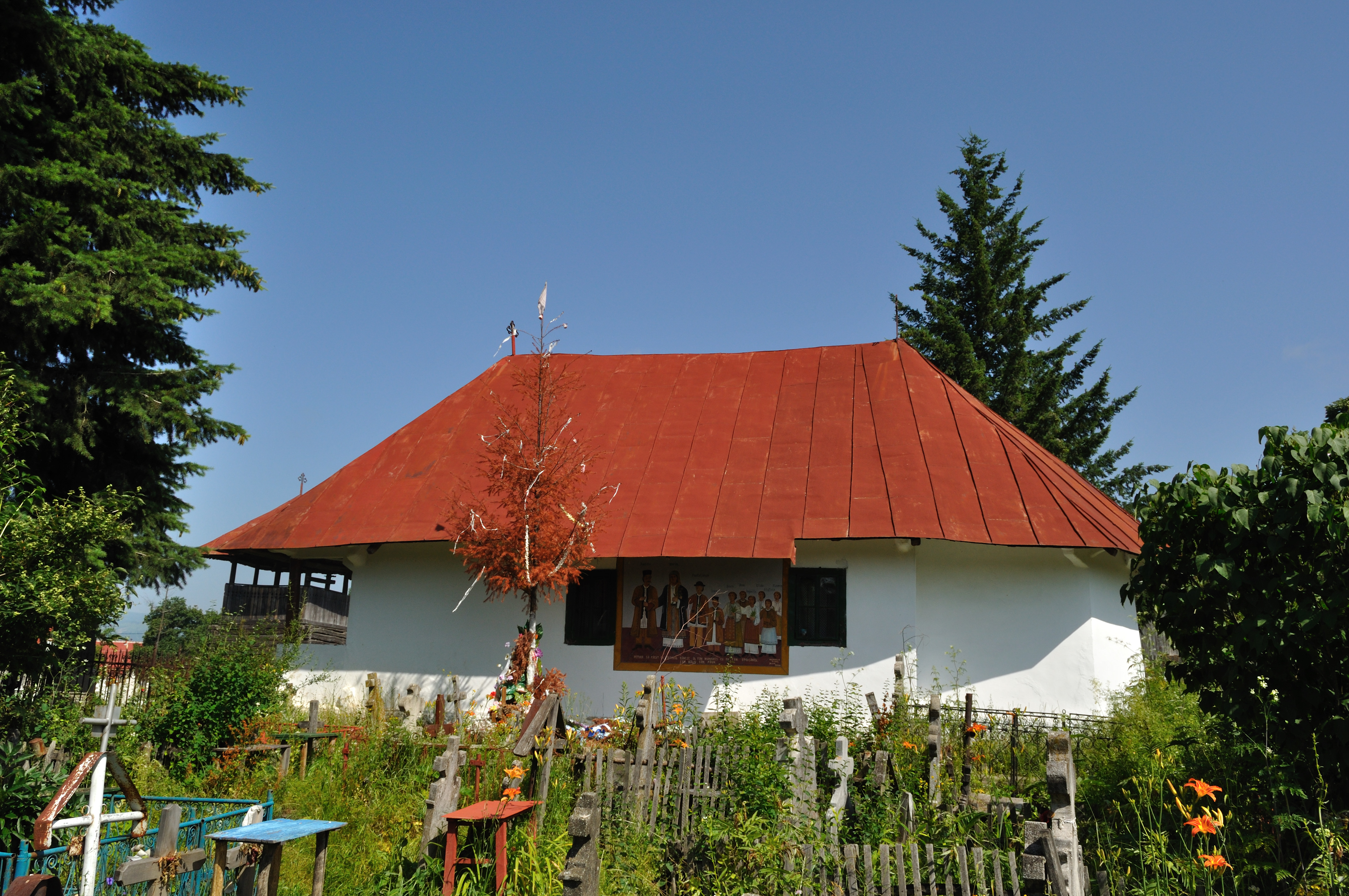
Biserica de lemn, monument istoric
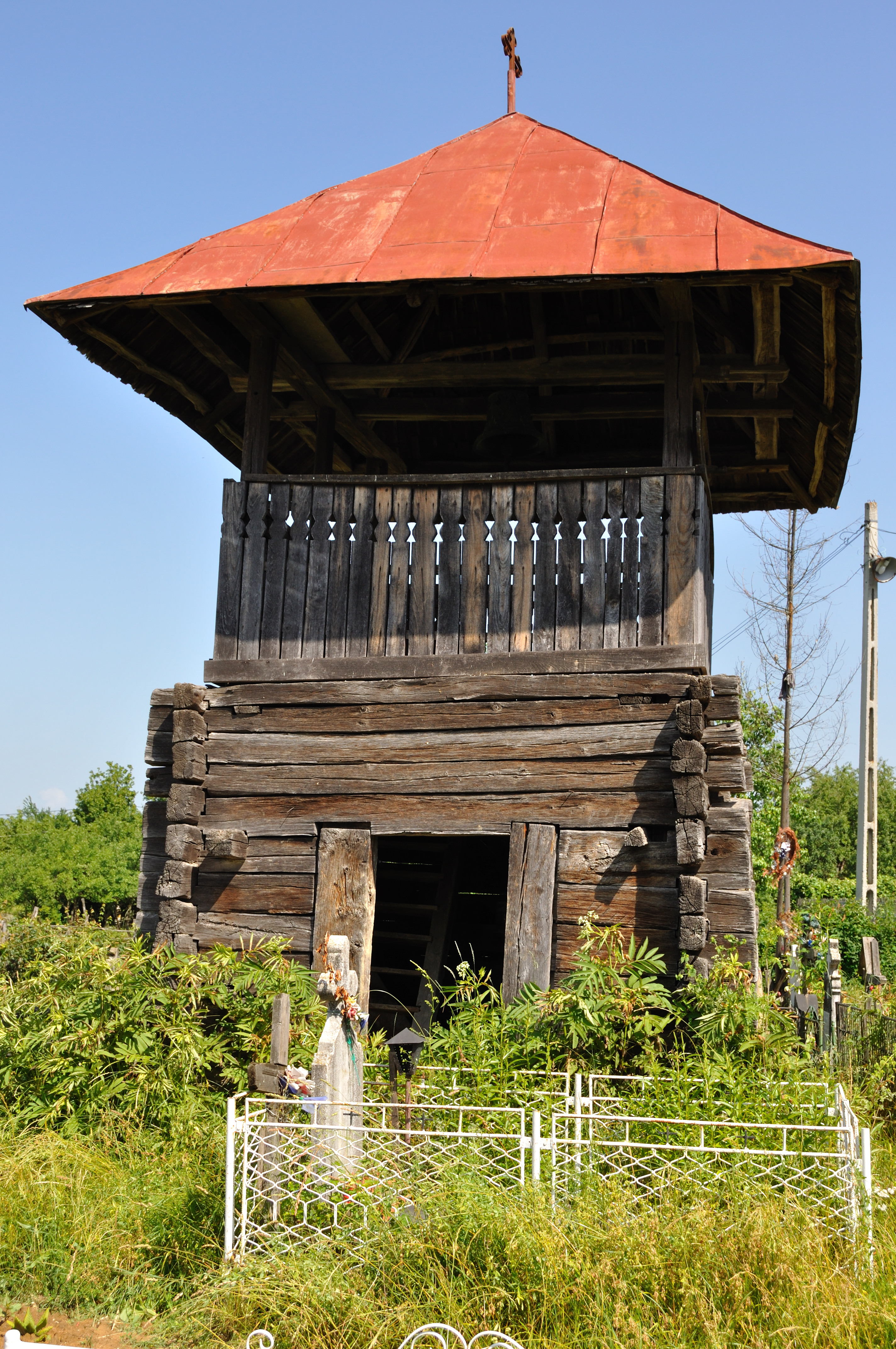
Biserica de lemn, clopotnița
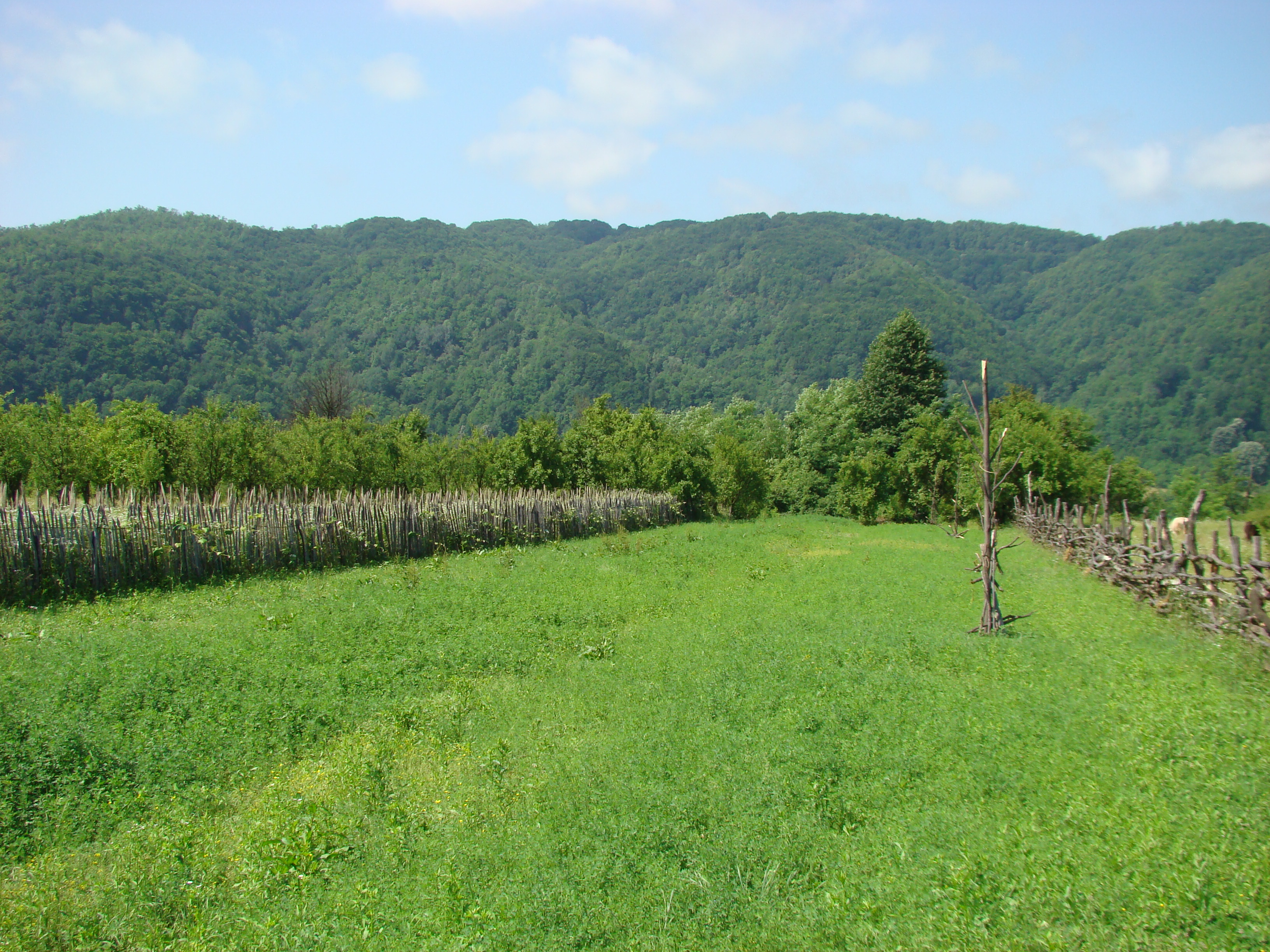
Negoești, pădurea de la marginea satului
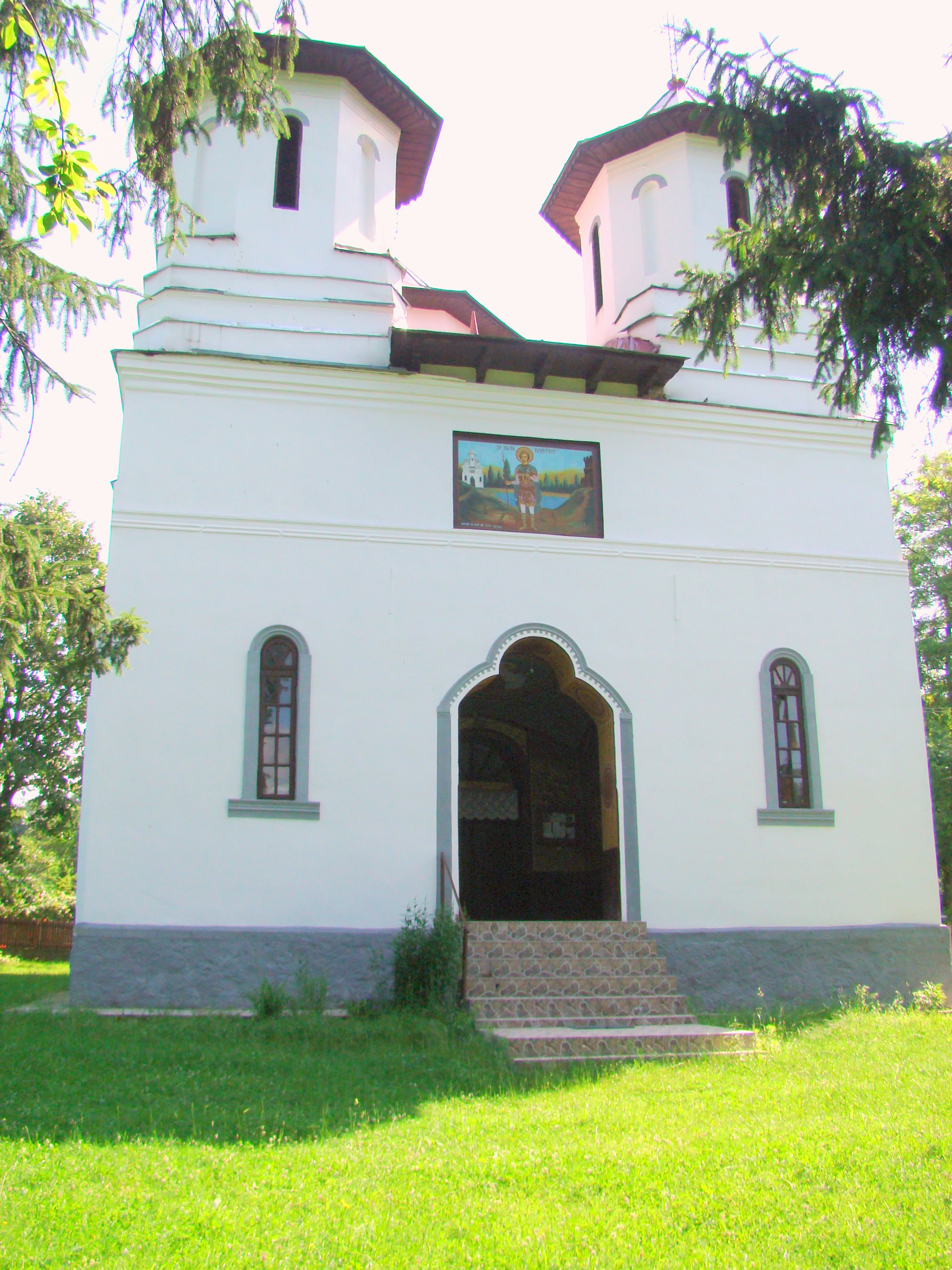
Biserica nouă
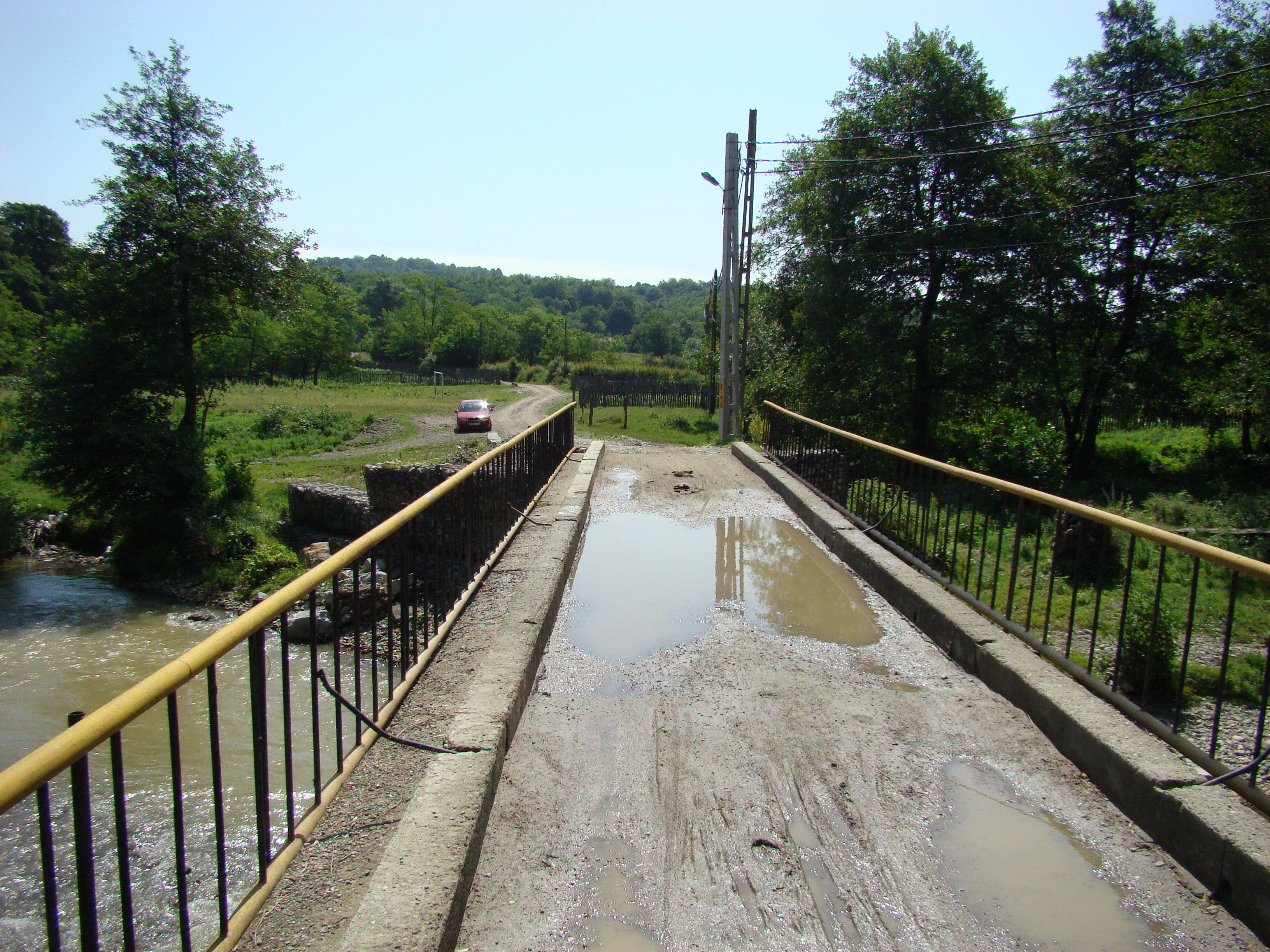
Podul peste râul Motru
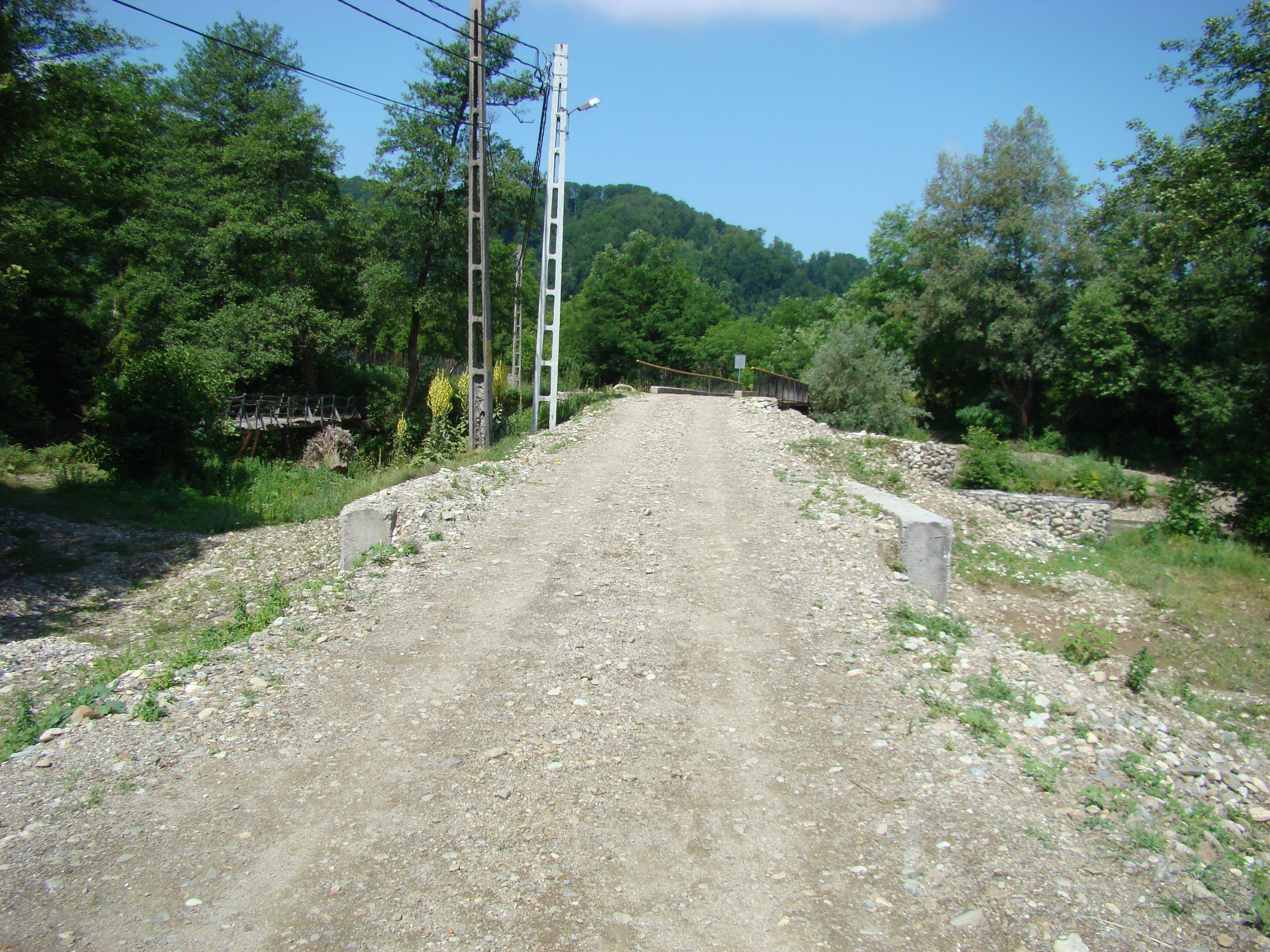
Drumul comunal și podul peste râul Motru